# مهدی‌قلی علوی مقدم
مهدی‌قلی علوی مقدم (زاده ۱۲۸۰ در تهران - درگذشته ۱۳۶۳ در تهران) سپهبد نیروی زمینی شاهنشاهی و به مدت ۵ سال از ۱۳۳۲ تا ۱۳۳۷ رئیس شهربانی کل کشور در زمان محمدرضا پهلوی بود.
او به عنوان فرماندار نظامی تهران، از مسئولان کشته و زخمی شدن عده زیادی در جریان قیام سی تیر ۱۳۳۱ به‌شمار می‌رود.

## تحصیلات و سوابق نظامی
پدر وی سرتیپ علیقلی‌خان افسر قزاق و مادرش دختر محمدباقر خان اعتمادالسلطنه بود. در سال ۱۲۹۹ خورشیدی از مدرسه نظام فارغ‌التحصیل و دو سال بعد برای ادامه تحصیل به اروپا فرستاده شد. پس از کسب درجه دکتری در رشته دامپزشکی و گذراندن چند دوره در آکادمی نظامی سن سیر به ایران بازگشت و به خدمت در نظام پرداخت.
در سوم شهریور ۱۳۲۰ که نیروهای متفقین به ایران حمله کردند، علوی مقدم معاون اداره اصلاح نژاد اسب در ارتش بود. در آن سال چند روزی معاون شهربانی شد و پس از بازگشت به ارتش درجه سرتیپی گرفت و مدتی ریاست اداره امور دواب (چهارپایان) با او بود.
ریاست سررشته‌داری، ریاست امور ورزش و فرماندهی گارد مسلح گمرک مشاغلی بود که سرتیپ علوی مقدم از آن پس عهده‌دار شد تا اینکه در سال ۱۳۳۰ به درجه سرلشکری و ریاست ژاندارمری کل کشور ارتقا یافت. در همین سال معاون وزارت جنگ و سال بعد فرماندار نظامی تهران شد.

## واقعه ۳۰ تیر
در قیام سی تیر ۱۳۳۱ که قیامی به هواخواهی مصدق به راه افتاد، سرلشکر علوی مقدم حاکم نظامی تهران بود. در آن روز بر اثر تیراندازی و شدت عمل ارتش و شهربانی، عده زیادی کشته و زخمی شدند. وقتی مصدق مجدداً روی کار آمد، دستور بازنشستگی و پیگرد قضائی علوی مقدم و سرلشکر کوپال رئیس شهربانی و سرلشکر گرزن رئیس ستاد ارتش را صادر کرد. گرزن و کوپال خیلی زود خود را کنار کشیدند ولی علوی مقدم بنای مخالفت و مبارزه با دولت مصدق را گذاشت و مجمعی از افسران بازنشسته و جوان تشکیل داد و علیه دولت به فعالیت پرداخت.
بتدریج عده‌ای از مردم جنوب تهران با علوی مقدم و هوادارانش همداستان شدند. وقتی سرلشکر زاهدی محور مبارزه با مصدق شد، علوی مقدم با او همکاری کرد و چند بار هم توقیف شد.

## ریاست شهربانی
علوی مقدم پس از کودتای ۲۸ امرداد ۱۳۳۲ به ریاست شهربانی کل کشور منصوب شد.
سرلشکر علوی مقدم در دوره ریاست شهربانی، شرکت واحد اتوبوسرانی تهران را تأسیس کرد و چند سالی خودش مدیرعامل آن شرکت بود. پس از تشکیل سازمان امنیت (ساواک) و اختیاراتی که آن سازمان به دست آورد، علوی مقدم رقابت دامنه‌داری با تیمور بختیار رئیس ساواک داشت. او در سال ۱۳۳۷ به درجه سپهبدی رسید. در انتخابات دوره بیستم مجلس شورای ملی در تابستان ۱۳۳۹، شهربانی مداخلات زیادی داشت. با سقوط کابینه دکتر اقبال در همان سال و روی کار آمدن جعفر شریف امامی، سپهبد علوی مقدم به وزارت کشور رسید.
انتخابات زمستانی دوره بیستم را علوی مقدم انجام داد. مداخلات زیاد او در انتخاب شریف امامی را ناچار کرد او را کنار بگذارد. در سال ۱۳۴۰ که دکتر علی امینی به نخست‌وزیری رسید، عده زیادی از بلندپایگان را که در افکار عمومی متهم به فساد بودند، بازداشت کرد. در رآس آن‌ها سپهبد علوی مقدم بود که چند ماه در زندان به سر برد و بدون محاکمه آزاد شد. به دستور شاه، در وزارت کشاورزی شغل مشاوره به او دادند.